# Run Devil Run (canção)
"Run Devil Run" é uma canção de electropop do girl group sul-coreano Girls' Generation. É o single principal da versão repaginada do álbum Oh!, intitulado Run Devil Run. Ela foi lançada como um single digital em 17 de março de 2010.

## Produção
"Run Devil Run" foi composta por dois americanos, Alex James e Busbee, em parceria com o sueco Kalle Engström. A música foi originalmente gravada pela cantora Kesha em 2008, durante a produção do seu primeiro disco, Animal. Por motivos desconhecidos, a música foi descartada do álbum. A música ficou arquivada por mais de dois anos, quando executivos da Universal Music Group venderam os direitos da música para a SM Entertainment. Após isso, o compositor sul-coreano Hong Ji-yoo foi pago para adaptar a letra para coreano e japonês, e a melodia para o grupo coreano. A versão original da música vazou no começo de 2010.

## Promoções
Iniciando-se em 11 de março de 2010, fotos das integrantes foram divulgadas on-line, apresentando um conceito sombrio, então chamado Black SoShi (SoShi em referência ao grupo (Sonyeo Shidae) e Black indicando aparência negra e sombria).
No período de promoções para a música, um aplicativo de iPhone oficial foi lançado, disponível nas versões gratuita e paga. A versão gratuita possui uma visualização de 30 segundos para todas as canções do álbum, um vídeo musical de "Run Devil Run" e algumas fotografias. A versão paga inclui as faixas completas de todas as canções do álbum, vídeos musicais de "Run Devil Run", "Gee", "Oh!" e "Tell Me Your Wish (Genie)", e uma galeria de fotos.
As promoções foram concluídas em 2 de maio de 2010 no programa The Music Trend da SBS.

## Vídeo musical
O vídeo musical foi gravado secretamente em janeiro de 2010, juntamente com a canção "Oh!". Um vídeo teaser foi lançado em 16 de março de 2010. O vídeo musical completo de "Run Devil Run" foi lançado em 18 de março. Elas também lançaram um versão enredo em 31 de março de 2010.

### Versão original
O vídeo original contém dois cenários: uma sala branca e uma sala preta. Em todo o vídeo, há cenas das garotas dançando nesses espaços, e há close-ups individuais de suas aparências "Black SoShi". No final do vídeo, as meninas são mostradas na sala preta, sendo que após isso o vídeo encerra de forma semelhante a uma televisão desligando.

### Versão enredo
O vídeo continua o enredo de "Oh!" em que as garotas encontram as "Black SoShi", elas próprias, mas com a aparência malévola e sombria, ao final do vídeo. Essa versão inicia com a rebobinagem do vídeo de "Oh!" até a parte em que Sooyoung acidentalmente atira um capacete de futebol americano, que derruba um copo fazendo-o derramar um líquido sobre o computador. Isto trava o computador, o que acaba "libertando" as "Black SoShi". Depois de terem escapado, elas começam a bagunçar e desorganizar o quarto. Após algum tempo, as nove integrantes entram no quarto e encontram as Black SoShi. O vídeo termina quando Yuri desconecta o computador, enviando as Black SoShi de volta à sua dimensão, e depois limpando a bagunça que as garotas negras deixaram. Ao fazer isto, Seohyun bate levemente no monitor do computador, que reabre o portal para o universo paralelo.

## Desempenho nas paradas
A canção alcançou a primeira posição em várias paradas musicais on-line depois do lançamento. A primeira vez que alcançou o topo na televisão foi no programa Music Bank da KBS, onde venceu as concorrentes "Lupin" da banda Kara e "Jalmothaesseo" (I Did Wrong) do grupo 2AM. Além disso, "Run Devil Run" permaneceu no topo da parada musical sul-coreana da Gaon por duas semanas.

### Precessão e sucessão nas paradas
| Precedido por "Oh!" por Girls' Generation | Single número um da semana na Gaon Chart 20 de março de 2010 – 27 de março de 2010 | Sucedido por "Love Song" (coreano: 널 붙잡을 노래) por Rain     |
| Precedido por "Oh!" por Girls' Generation | Single número um do mês na Gaon Chart Março de 2010                                | Sucedido por "Chitty Chitty Bang Bang" por Lee Hyori ft. Ceejay |